# Grinch (film din 2018)
Grinch (de asemenea cunoscut ca Dr. Seuss' The Grinch) este un film 3D american de animație din anul 2018 produs de studioul Illumination. Filmul este bazat pe cartea Cum a furat Grinch Crăciunul scrisă de Dr. Seuss. Este ce-a de-a doua adaptare după o carte scrisă de Dr. Seuss, după filmul Lorax - Protectorul Pădurii. În limba română Irina Margareta Nistor o dublează pe Primăriță, iar Răzvan Fodor pe narator.